# Fabian Köster

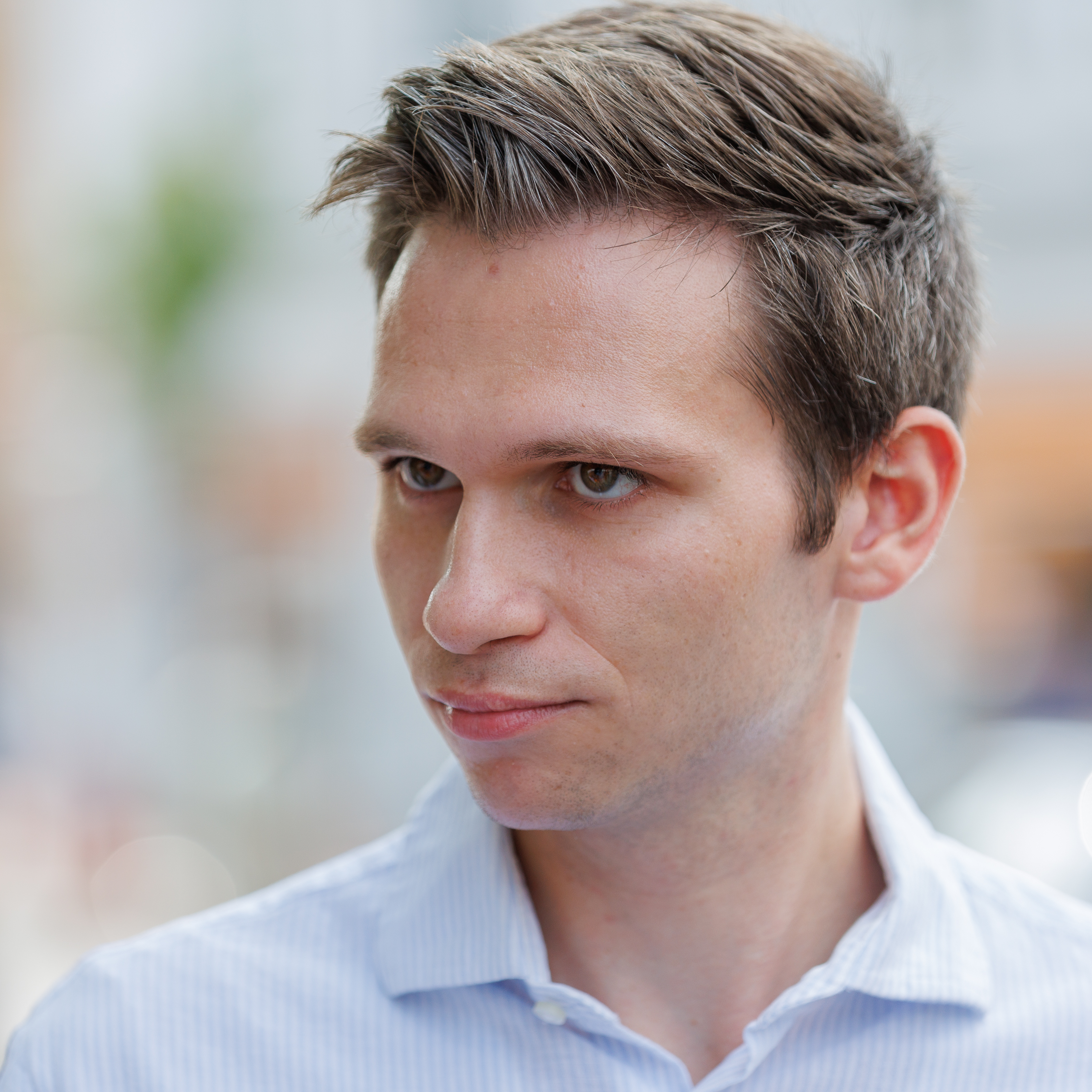
Fabian Köster (2024)

Fabian Köster (* 14. Juli 1995 in Bergisch Gladbach) ist ein deutscher Comedy-Autor, Komiker und Reporter.

## Leben und Wirken
Fabian Köster besuchte das Georg-Büchner Gymnasium in Köln. Nach eigenen Angaben begann er im Jahr 2009 im Alter von 13 Jahren seine Comedy-Autor-Karriere. Mit 18 war er bei Stefan Raabs Fernsehsendung TV total zu sehen, nachdem er zuvor bereits bei NightWash aufgetreten war. Zu Beginn trat er mit selbst verfassten Gedichten bei Poetry-Slams auf. Bei den nordrhein-westfälischen Slam-Meisterschaften stand er von 2010 bis 2012 jeweils im U20-Finale. Zudem nahm er mehrmals bei den deutschsprachigen Poetry-Slam-Meisterschaften teil. 2011 erreichte er in Hamburg als jüngster Teilnehmer das Halbfinale.

Er studierte zunächst Sozialwissenschaften, bevor er 2015 ein Studium der Politikwissenschaften anstrebte. Stattdessen begann er jedoch bei der Fernseh-Satiresendung heute-show im ZDF als Autor zu arbeiten. Im Oktober 2016 trat er erstmals als Außenreporter auch vor der Kamera auf. Bei seinen ersten Beiträgen in der Sendung wurde er als „Praktikant“ betitelt.

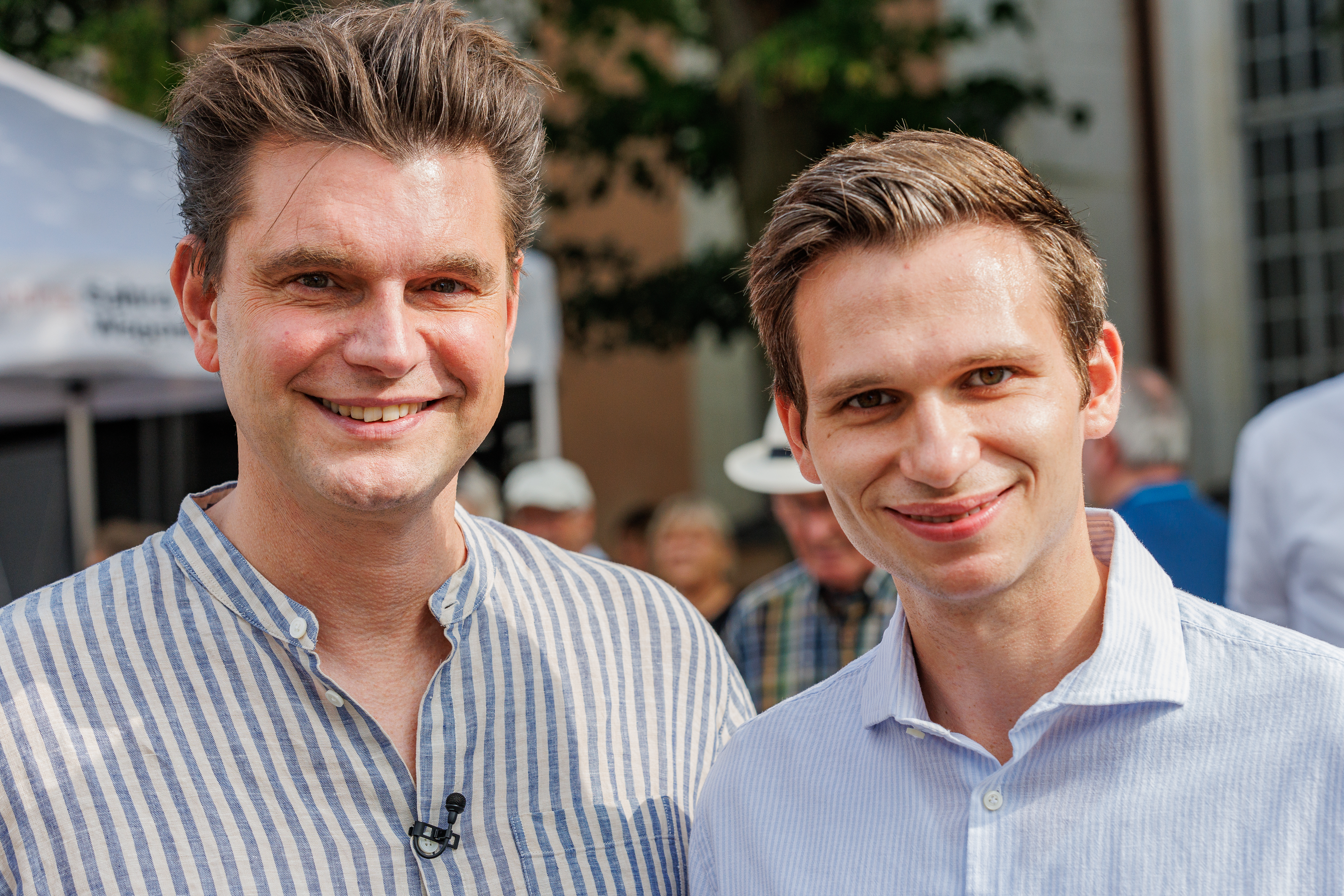
Fabian Köster (rechts) mit seinem heute-show-Partner Lutz van der Horst

Zu der Intention seiner Comedy-Auftritte bei der heute-show äußerte sich Köster wie folgt:

„Ich will Politiker nicht diffamieren. Wir zielen darauf ab, politische Inhalte zu vermitteln und zu zeigen, was falsch läuft in der Politik.“

Seit Oktober 2023 produziert Köster gemeinsam mit dem ehemaligen Fußballprofi Jonas Hector den Podcast Schlag und Fertig.

## Auszeichnungen
- 2013: Gewinner der Quatsch Comedy Club Talentschmiede
- 2014: Deutscher Fernsehpreis in der Kategorie „Beste Comedy“ (als Mitglied der heute-show)
- 2014: Hans-Oelschläger-Preis
- 2016: Goldene Henne in der Kategorie „Ehrenpreise“
- 2017: Goldene Kamera in der Kategorie „Beliebteste Satireshow“
- 2017: Deutscher Comedypreis in der Kategorie „Beste Satireshow“
- 2018: „Förderpreis Newcomer“ des Deutschen Fernsehpreises.
- 2023: Umweltmedienpreis, Publikumspreis gemeinsam mit Lutz van der Horst[8]
- 2023: Journalist des Jahres in der Kategorie Unterhaltung, gemeinsam mit Lutz van der Horst, verliehen vom Medium Magazin[9]
- 2024: Hanns-Joachim-Friedrichs-Preis, gemeinsam mit Lutz van der Horst[10]
- 2025: Grimme-Preis in der Kategorie „Unterhaltung – Spezial“, gemeinsam mit Lutz van der Horst

## Auftritte
- TV total
- NightWash
- Quatsch Comedy Club
- heute-show (seit 2016)
- Wer weiß denn sowas? (2019, 2020, 2022, 2024, 2025)
- Quizduell (2021, 2024)
- Das große Allgemeinwissensquiz als Reporter (seit 2024)
- World Wide Wohnzimmer (2025)